# Kanton Gorron
Kanton Gorron (fr. Canton de Gorron) je francouzský kanton v departementu Mayenne v regionu Pays de la Loire. Tvoří ho 11 obcí.

## Obce kantonu
- Brecé
- Carelles
- Châtillon-sur-Colmont
- Colombiers-du-Plessis
- Gorron
- Hercé
- Lesbois
- Levaré
- Saint-Aubin-Fosse-Louvain
- Saint-Mars-sur-Colmont
- Vieuvy